# Paimiut
Paimiut est un census-designated place situé dans l’État américain de l'Alaska, dans la Région de recensement de Kusilvak.

## Démographie
| 1980 | 1990 | 2000 | 2010 | - | - |
| ---- | ---- | ---- | ---- | - | - |
| 1    | 0    | 2    | 0    | - | - |